# Szigetvári Iván
Szigetvári Iván, születési és 1886-ig használt nevén Szivak János (Kiskunfélegyháza, 1858. február 27. – Budapest, 1932. november 9.) budapesti állami gimnáziumi tanár.

## Életútja
Szivak Imre és Szarvas Veronika fia. 1882-től kiskunfélegyházi, érsekújvári, majd pancsovai, 1887 és 1922 között budapesti középiskolákban tanított. Irodalomtörténeti, esztétikai és nyelvészeti tanulmányai főleg folyóiratokban jelentek meg. Hetvennégy éves korában tüdőgyulladás következtében halt meg.

## Művei
- Az irodalomtörténet elméletéről. Budapest, 1905.
- A komikum elmélete. Budapest, 1911. (A Magyar Tudományos Akadémia jutalmával kitüntetett pályamű.) (A Magyar Tudományos Akadémia Könyvkiadó Vállalata)
- A százéves Petőfi. Budapest, 1922.
- Kisebb munkák. Budapest, 1927.